# Xerosecta adolfi
Xerosecta adolfi is een slakkensoort uit de familie van de Hygromiidae. De wetenschappelijke naam van de soort is voor het eerst geldig gepubliceerd in 1854 door L. Pfeiffer.